# Rue du Professeur-Hyacinthe-Vincent
La rue du Professeur-Hyacinthe-Vincent est une voie du 14e arrondissement de Paris, en France.

## Situation et accès
La rue du Professeur-Hyacinthe-Vincent est une voie  située dans le 14e arrondissement de Paris. Elle débute  avenue Paul-Appell et rue Émile-Faguet et se termine à l'autoroute A6a qui s’insère sur le boulevard périphérique.

## Origine du nom
Elle porte le nom du médecin français Hyacinthe Vincent (1862-1950), membre de l'Académie des sciences et professeur de médecine au Collège de France.

## Historique
La voie reprend le tracé de la voie antique reliant Lutèce à Cenabum (Orléans), prolongement du cardo maximus.
Cette rue est ouverte en 1938, par la ville de Paris sur la Zone non ædificandi située sur l'ancien territoire de Gentilly annexé à Paris par décret du 3 avril 1925.
Elle prend sa dénomination par arrêté du 28 octobre 1954 puis est réaménagée en 1960 lors de la construction du boulevard périphérique.

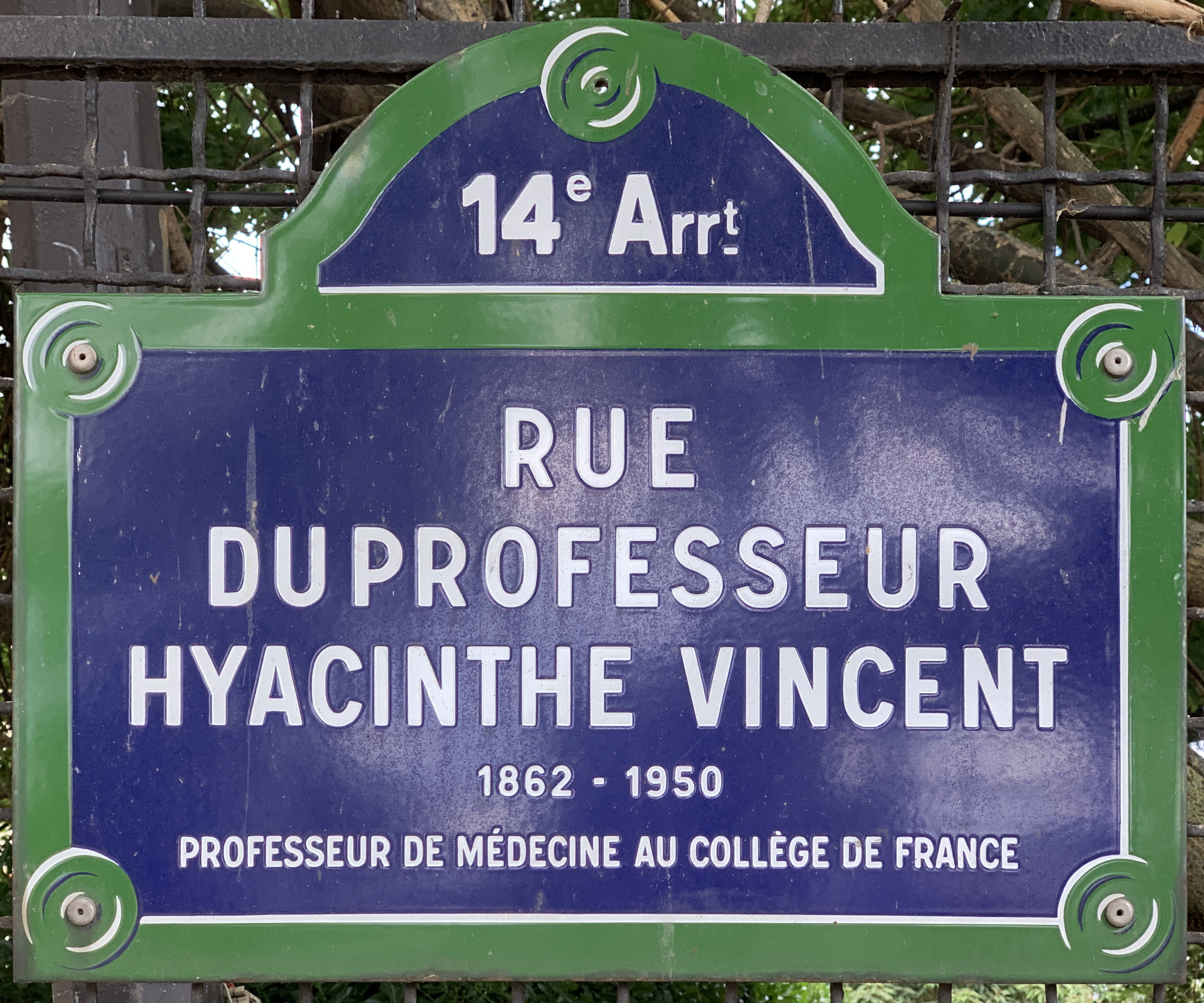
Plaque de rue de la rue du Professeur-Hyacinthe-Vincent.
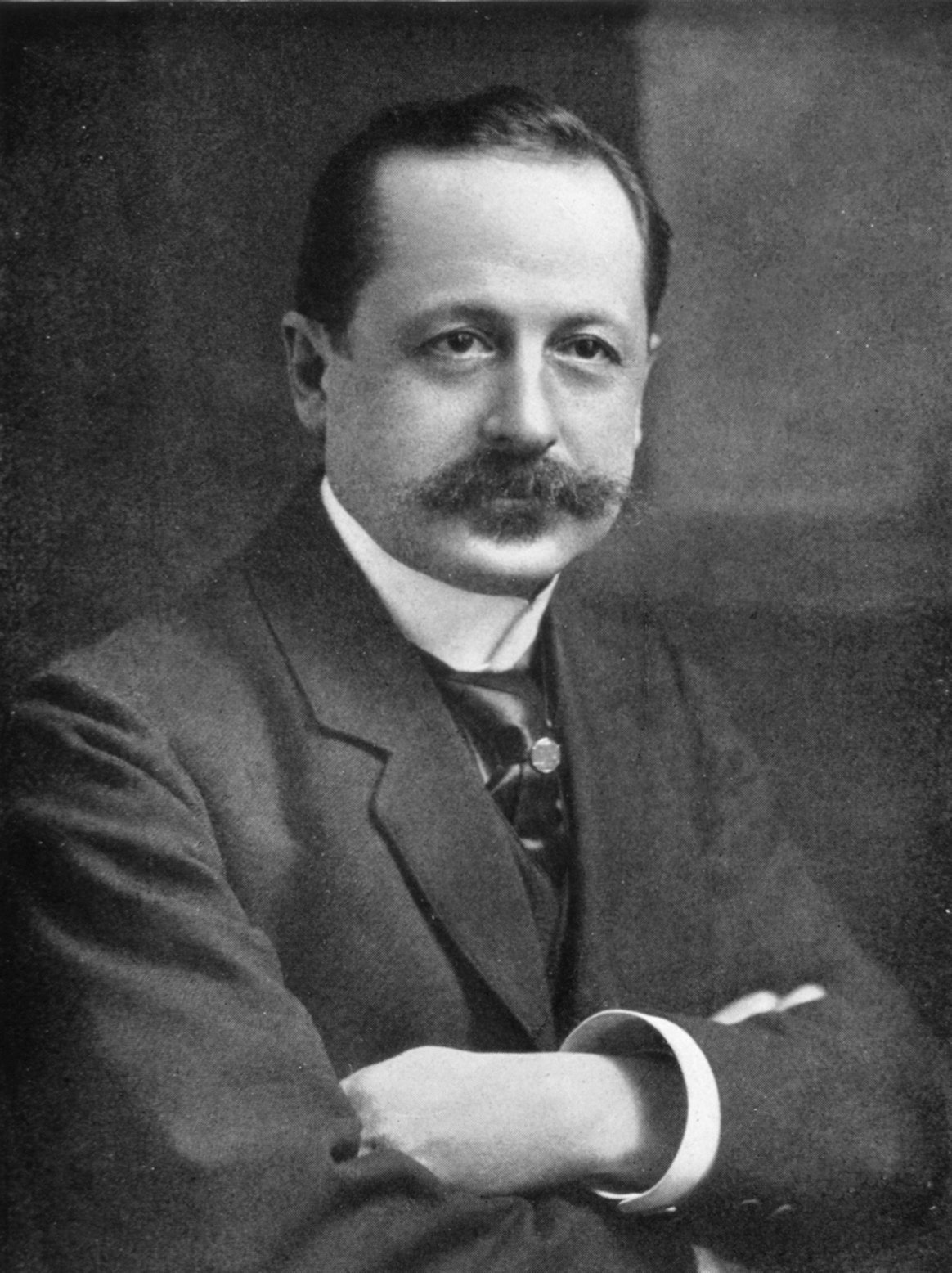
Portrait photographique de Hyacinthe Vincent.